# Agnes van Ardenne
Anna Maria Agnes (Agnes) van Ardenne-van der Hoeven (Maasland, 21 januari 1950) is een Nederlandse voormalige politica en bestuurder. Sinds 1 oktober 2017 was zij waarnemend burgemeester van de gemeente Westland. Per 18 december 2018 werd ze opgevolgd door Bouke Arends. Eerder was zij staatssecretaris van Buitenlandse Zaken belast met Ontwikkelingssamenwerking in het kabinet-Balkenende I en minister zonder portefeuille voor Ontwikkelingssamenwerking in het kabinet-Balkenende II en het kabinet-Balkenende III.

## Loopbaan
Van Ardenne groeide op in een rooms-katholiek tuindersgezin in het Westland. Studiekansen waren er niet, en ze begon haar werkzaam leven als apothekersassistente. Van 1988 tot 1994 zat zij voor het CDA in de gemeenteraad van Vlaardingen, vanaf 1990 als wethouder van Economische Zaken. Voor het CDA was ze in die periode lid van de Commissie Buitenland (1986-1996) en lid van de Adviesraad Vrede en Veiligheid (1990-1994). Zij was van 1994 tot 2002 en in 2003 lid van de Tweede Kamer. Tevens was zij lid van de Assemblees van de Raad van Europa en de NAVO. Van Ardenne was onder meer vicevoorzitter van ontwikkelingsorganisatie CEBEMO, nu opgegaan in Cordaid, en medeoprichter van een Centrum voor Ontwikkelingssamenwerking in Vlaardingen. Ook was zij voorzitter van de EVP/ED-Vrouwen en secretaris van Unicef Nederland.
Van Ardenne was vanaf 22 juli 2002 staatssecretaris van Buitenlandse Zaken (Ontwikkelingssamenwerking) in het eerste kabinet-Balkenende, dat een kort leven beschoren was. De kritiek op de degradatie van Ontwikkelingssamenwerking tot staatssecretariaat leidde ertoe, dat zij op 27 mei 2003 werd benoemd tot minister voor Ontwikkelingssamenwerking in het tweede kabinet-Balkenende. Zij bekleedde hetzelfde ambt in het kabinet-Balkenende III tot 22 februari 2007.
Van april 2007 tot 1 juli 2011 was zij Permanent Vertegenwoordiger van Nederland bij de FAO, de voedsel- en landbouworganisatie van de Verenigde Naties in Rome. Ze werd opgevolgd door partijgenote Gerda Verburg.
Van 1 juli 2011 tot 1 januari 2015 was zij voorzitter van het Productschap Tuinbouw (PT).
In het najaar van 2017 volgde de benoeming van Van Ardenne tot waarnemend burgemeester van de gemeente Westland in verband met het vertrek van Sjaak van der Tak. Daar raakte zij medio november van dat jaar in opspraak door haar besluit een cameraploeg van EenVandaag op inhoudelijke gronden - er werd tegen haar zin slechts één raadslid gevolgd - te verbieden een raadsvergadering te filmen, terwijl andere media daarvan vrijelijk opnames maakten. Overige media en de Nederlandse Vereniging van Journalisten beschuldigden haar daarop van censuur en persbreidel.

## Varia
- Van Ardenne is lid van de Raad voor de leefomgeving en infrastructuur, voorzitter van de Marga Klompéstichting en was tot 2016 voorzitter van het curatorium van het Afrika-Studiecentrum.
- In 2007 werd Van Ardenne benoemd tot Officier in de Orde van Oranje-Nassau.
- Vanaf 1 januari 2016 is Van Ardenne voorzitter van het stichtingsbestuur van de Stichting Nederlandse Algemene Kwaliteitsdienst Tuinbouw (Naktuinbouw), een zelfstandig bestuursorgaan.

- Gemeinsame Normdatei: 14342386X
- International Standard Name Identifier: 0000 0001 1444 8285
- Library of Congress Control Number: no2006043321
- Nederlandse Thesaurus van Auteursnamen: 271260459
- Parlement.com: vg09lll1krzo
- Virtual International Authority File: 287557629
- WorldCat: E39PBJdx4hkRxc6CmGvHM7qqQq